# Эль-Фашир
Эль-Фа́шир, ранее — Эль-Фа́шер (араб. الفاشر‎) — город в западной части Судана.

## История
В конце XVIII века султан Дарфурского султаната Абд аль-Рахман аль-Рашид перенёс свою столицу в Эль-Фашир; город строился и развивался вокруг дворца султана. Исторически город являлся важным пунктом на пути следования караванов.
В данный момент в городе находятся миротворческие силы ООН по миссии ЮНАМИД. Недалеко от города находятся несколько лагерей беженцев. В 1990 году указом президента Омара аль-Башира в Эль-Фашире был основан университет, который официально был открыт в феврале 1991 года.
Эль-Фашир — один из городов, которые посетила известная лётчица Амелия Эрхарт при попытке облететь вокруг света.

## География
Город находится в центре оазиса Эль-Фашир и является административным центром штата Северный Дарфур. Расположен в 195 км к северо-востоку от города Ньяла, на высоте 752 м над уровнем моря.

## Климат
| Показатель                    | Янв. | Фев. | Март | Апр. | Май  | Июнь | Июль | Авг. | Сен. | Окт. | Нояб. | Дек. | Год   |
| ----------------------------- | ---- | ---- | ---- | ---- | ---- | ---- | ---- | ---- | ---- | ---- | ----- | ---- | ----- |
| Средний суточный максимум, °C | 29,8 | 31,9 | 35,6 | 37,8 | 38,9 | 38,4 | 35,4 | 33,9 | 35,7 | 36,0 | 32,7  | 39,0 | 34,7  |
| Средняя температура, °C       | 19,7 | 21,7 | 25,5 | 28,1 | 30,1 | 30,7 | 28,9 | 27,9 | 28,5 | 27,5 | 23,0  | 20,1 | 26,0  |
| Средний суточный минимум, °C  | 9,5  | 11,4 | 15,5 | 18,3 | 21,3 | 23,0 | 22,5 | 21,8 | 21,2 | 18,9 | 13,6  | 10,3 | 17,3  |
| Норма осадков, мм             | 0,0  | 0,0  | 0,3  | 1,9  | 7,0  | 14,6 | 59,1 | 87,0 | 35,5 | 7,1  | 0,0   | 0,0  | 212,5 |
| Источник:                     |      |      |      |      |      |      |      |      |      |      |       |      |       |

## Экономика
Является центром торговли сельскохозяйственной продукцией (зерновые, фрукты), выращиваемой в окрестностях. Соединён дорогами с городами Эль-Генейна и Умм-Кеддада.

## Население
По данным на 2009 год население Эль-Фашира составляет 286 277 человек.
Динамика численности населения города по годам:
| 1973   | 1983   | 1993    | 2009    |
| ------ | ------ | ------- | ------- |
| 51 932 | 84 298 | 141 884 | 286 277 |